# Петар Муса
Петар Муса (хорв. Petar Musa, нар. 4 березня 1998, Загреб) — хорватський футболіст, нападник португальського клубу «Бенфіка» та збірної Хорватії.

## Клубна кар'єра
Народився 4 березня 1998 року в місті Загреб. Вихованець юнацьких команд футбольних клубів «Хрватскі Драговоляц» та «Загреб». У дорослому футболі дебютував 1 березня 2016 року виступами за команду «Загреб» в матчі Першої ліги Хорватії проти клубу «Славен Белупо» (0:3) і до кінця сезону взяв участь у 6 іграх чемпіонату, втім команда вилетіла з вищого дивізіону. Наступного сезону Муса зіграв 10 ігор чемпіонату, але команда знову понизилась у класі.
Влітку 2017 року Муса перейшов у «Інтер» (Запрешич), який покинув лише через 11 днів, ставши гравцем чеського клубу першого дивізіону «Славія» (Прага). Відразу після цього молодого хорвата було віддано в оренду до клубу другого чеського дивізіону «Вікторія Жижков», де він за півтора роки забив 12 голів у 37 іграх чемпіонату.
Надалі в лютому 2019 року Муса був відправлений до вищолігового «Слована» (Ліберець), дебютувавши у вищому дивізіоні Чехії 16 лютого в грі проти остравського «Баніка» (1:2). Протягом першої половини сезону 2019/20 років Муса почав демонструвати вражаючу бомбардирську форму, забивши сім голів за свою команду, що змусило «Славію» відкликати його з оренди та включити до своєї заявки. До кінця сезону він забив ще 7 голів у складі «Славії», включаючи гол в празькому дербі проти «Спарти» (1:1) і допоміг команді стати чемпіоном країни. Крім того Муса закінчив сезон як найкращий бомбардир ліги разом із Лібором Козаком з 14 голами і став наймолодшим гравцем в історії (22 роки та 122 дні), якому вдалося цього досягти.
Незважаючи на те, що хорватським нападником зацікавилась низка відомих європейських команд, Муса вирішив залишитися в Празі ще на один сезон, забивши до кінця року ще 4 голи у 14 іграх чемпіонату і дебютувавши в єврокубках. Після цього 1 лютого 2021 року, в останній день зимового трансферного вікна сезону 2020/21, був відданий в оренду на решту сезону команді німецької Бундесліги «Уніон» (Берлін). Спортивний журнал Kicker повідомив, що сума оренди склала 200 000 євро. 17 квітня він забив свій перший гол у Бундеслізі під час домашньої гри зі «Штутгартом» (2:1), але до кінця сезону більше не забив жодного гола в 14 іграх.
25 серпня 2021 року Муса був відданий в чергову в оренду, цього разу на сезон до португальської «Боавішти» з правом викупу. Більшість часу, проведеного у складі «Боавішти», був основним гравцем атакувальної ланки команди і одним з головних бомбардирів команди, маючи середню результативність на рівні 0,41 гола за гру першості. Завдяки своїм 12 голам і 4 результативним передачам Муса, допоміг своїй команді посісти 12-е місце і зацікавити місцевих грандів. В результаті «Боавішта» активувала положення про викуп Муси за 3,5 мільйона євро.
Вже за кілька днів, 20 травня 2022 року, стало відомо, що Муса перейшов за 5 млн євро до столичної «Бенфіки», підписавши п'ятирічний контракт.

## Виступи за збірні
2015 року дебютував у складі юнацької збірної Хорватії (U-18), загалом на юнацькому рівні взяв участь у 3 іграх, відзначившись одним забитим голом.
Протягом 2019–2021 років залучався до складу молодіжної збірної Хорватії, з якою поїхав на молодіжний чемпіонат Європи 2021 року в Угорщині та Словенії, де зіграв у трьох матчах, а його команда вилетіла на стадії чвертьфіналу. Всього на молодіжному рівні зіграв в 11 офіційних матчах, забив 4 голи.
16 травня 2022 року тренер Златко Далич вперше викликав Мусу до національної збірної Хорватії на матчі Ліги націй УЄФА 2022/23 проти Австрії, Франції та Данії, втім на поле у тих матчах так і не вийшов.

## Титули і досягнення

### Командні
- Чемпіон Чехії (1):

«Славія»: 2019/20
- Чемпіон Португалії (1):

«Бенфіка»: 2022/23
- Володар Суперкубка Португалії (1):

«Бенфіка»: 2023

### Особисті
- Найкращий бомбардир Чемпіонату Чехії (1):  2019/20 (14 голів)